# كفر شحاتة (كفر سعد)
كفر شحاتة هي إحدى قرى مركز كفر سعد التابع لمحافظة دمياط بجمهورية مصر العربية.